# Низьколизи
Низьколи́зи — село в Україні, у Монастириській міській громаді Чортківського району Тернопільської області. Населення — 180 осіб (2001). До 2020 року орган місцевого самоврядування — Лазарівська сільська рада.

## Географічне розташування
Село Низьколизи розташоване за 100 км від обласного центру, 74 км від районного центру та 14 км від адміністративного центру громади, на березі річки Золота Липа.

## Історія
Перша писемна згадка про село — 1454 року. 14 січня 1465 року також згадується село Низьколизи (Mizkolesze) в книгах галицького суду. 1783 рік вважається роком заснування села.
Під час хліборобського страйку в селі посесор Мендль платив робітникам по 25 крейцарів, а коли застрайкували, то запросив з-поза села і почав платити 50 крейцарів, але своїм не хотів підвищити.
Станом на 1925 рік у Низьколизах працював млин Юзефа Менцеля, який обслуговувала лише одна особа. У 1920—1939 роках в селі діяли товариства «Просвіта», філія товариства «Рідна школа», Народний дім (збудований у 1933 році), крамниця, аматорський гурток, дитячий садок.
У 1962—1966 роках село перебувало у складі Бучацького району. До 1974 року поблизу села Низьколизи розташовувався хутір Грабина. У 1964 році село було перейменовано в Барвінкове.
20 квітня 1992 року Постановою Верховної Ради України село перейменоване в Низьколизи.
12 червня 2020 року, відповідно до розпорядження Кабінету Міністрів України № 724-р «Про визначення адміністративних центрів та затвердження територій територіальних громад Тернопільської області» увійшло до складу Монастириської міської громади.
19 липня 2020 року, в результаті адміністративно-територіальної реформи та ліквідації Монастириського району, село увійшло до складу Чортківського району.

## Населення

### Мова
Розподіл населення за рідною мовою за даними перепису 2001 року:
| Мова       | Кількість | Відсоток |
| ---------- | --------- | -------- |
| українська | 180       | 100%     |

## Політика

### Парламентські вибори, 2019
На позачергових парламентських виборах 2019 року у селі функціонувала окрема виборча дільниця № 610680, розташована у приміщенні фельдшерсько-акушерського пункту.
Результати
- зареєстровано 82 виборці, явка 67,07%, найбільше голосів віддано за «Слугу народу» — 25,45%, за «Європейську Солідарність» — 20,00%, за Всеукраїнське об'єднання «Батьківщина» — 16,36%.[6] В одномандатному окрузі найбільше голосів отримав Микола Люшняк (самовисування) — 38,18%, за Ігоря Сопеля (Слуга народу) — 18,18%, за Володимира Бліхаря (Всеукраїнське об'єднання «Батьківщина») і Романа Василіцького (Об'єднання «Самопоміч») — по 10,91%[7].

## Релігія
- Церква Зіслання Святого Духа (1883).

## Пам'ятки
- Поселення трипільської культури Низьколизи I[d] (IV-кінець III тис. до н.е.);
- У 1990 році відновлено пам'ятний хрест на честь скасування панщини та споруджено братську могилу Борцям за волю України.

## Об'єкти соціальної сфери
- Бібліотека.

## Галерея

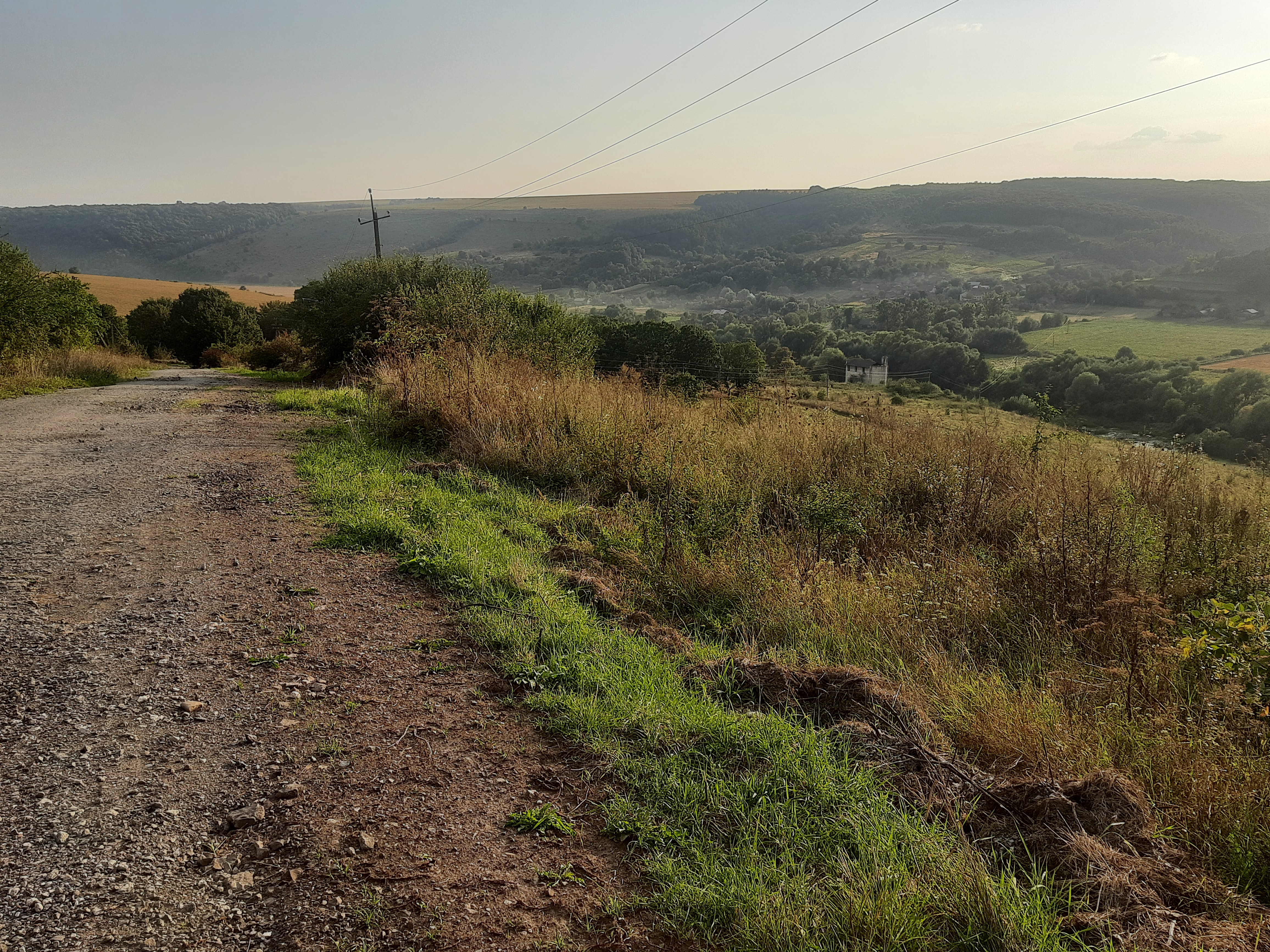
Вигляд на село з пагорба
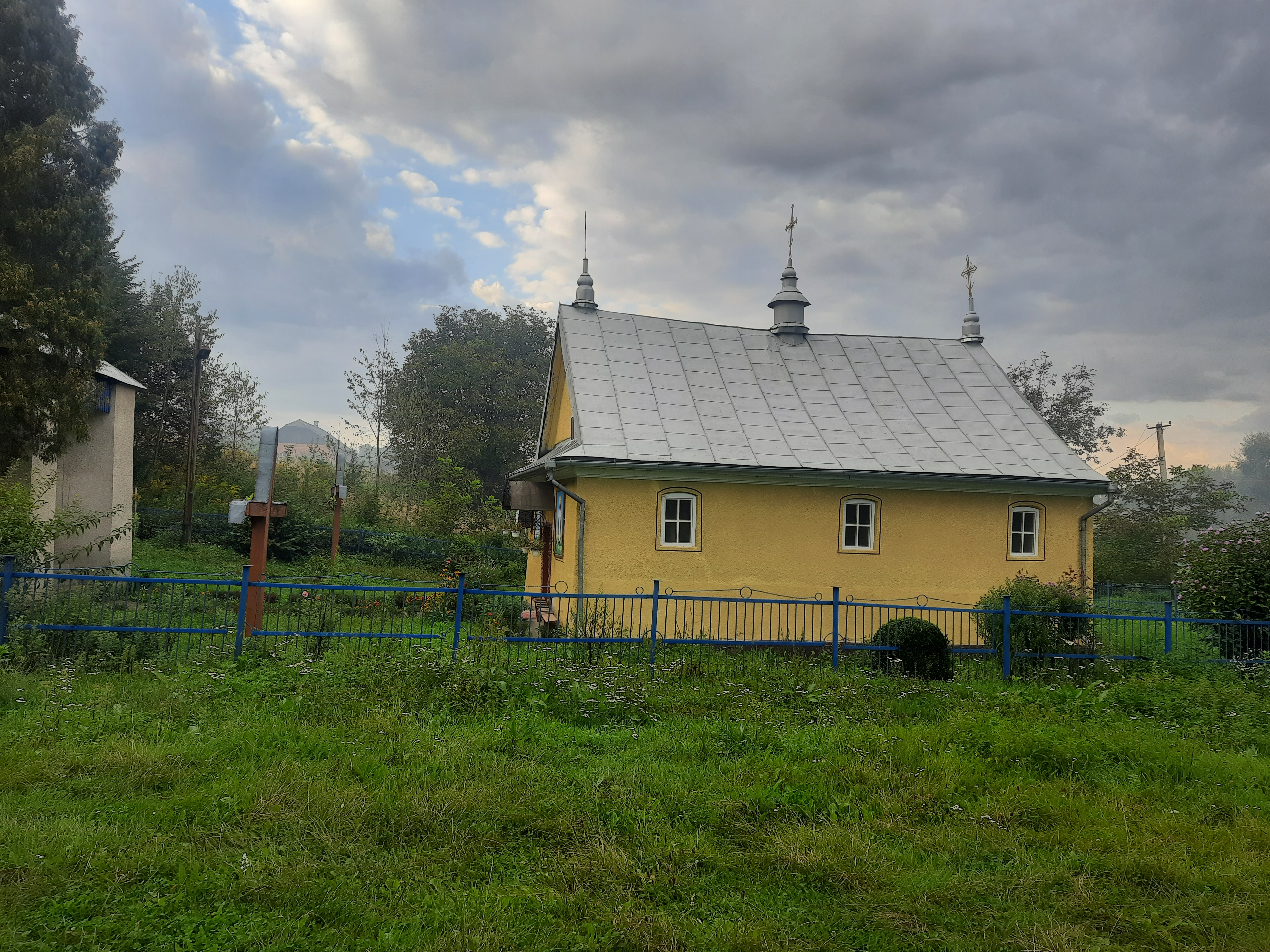
Церква Зіслання Святого Духа
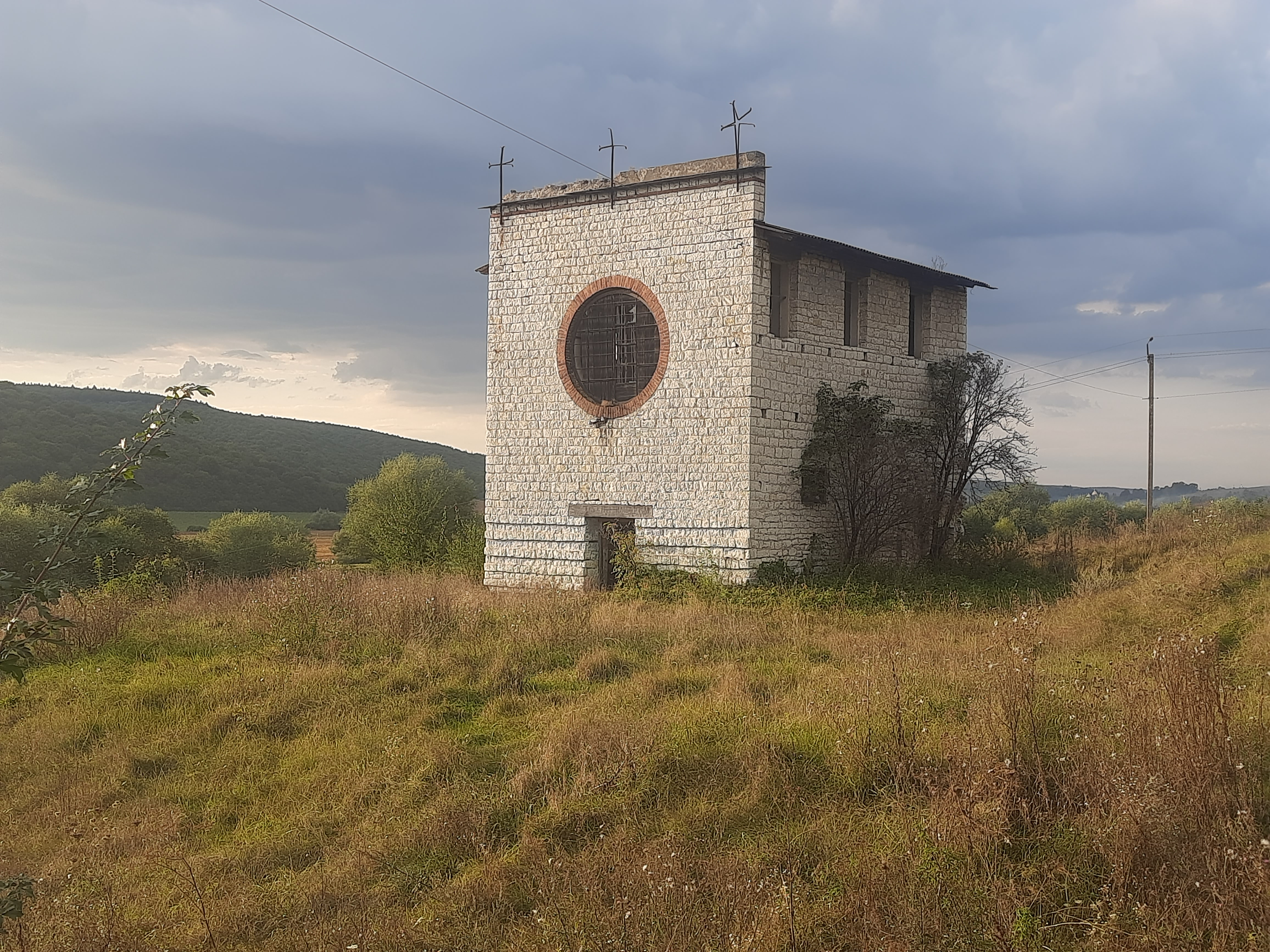
Костел
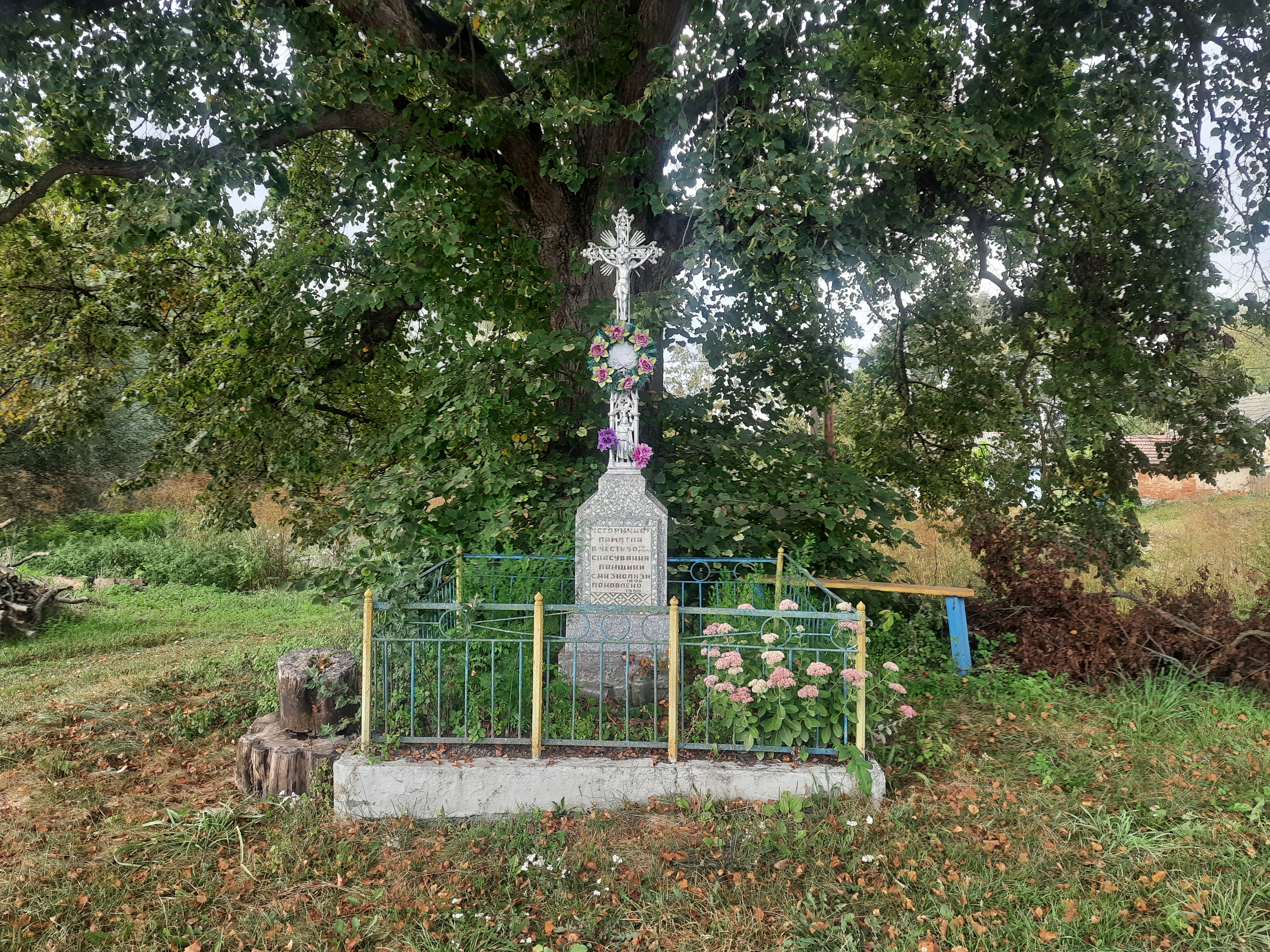
Пам'ятний хрест з нагоди скасування панщини
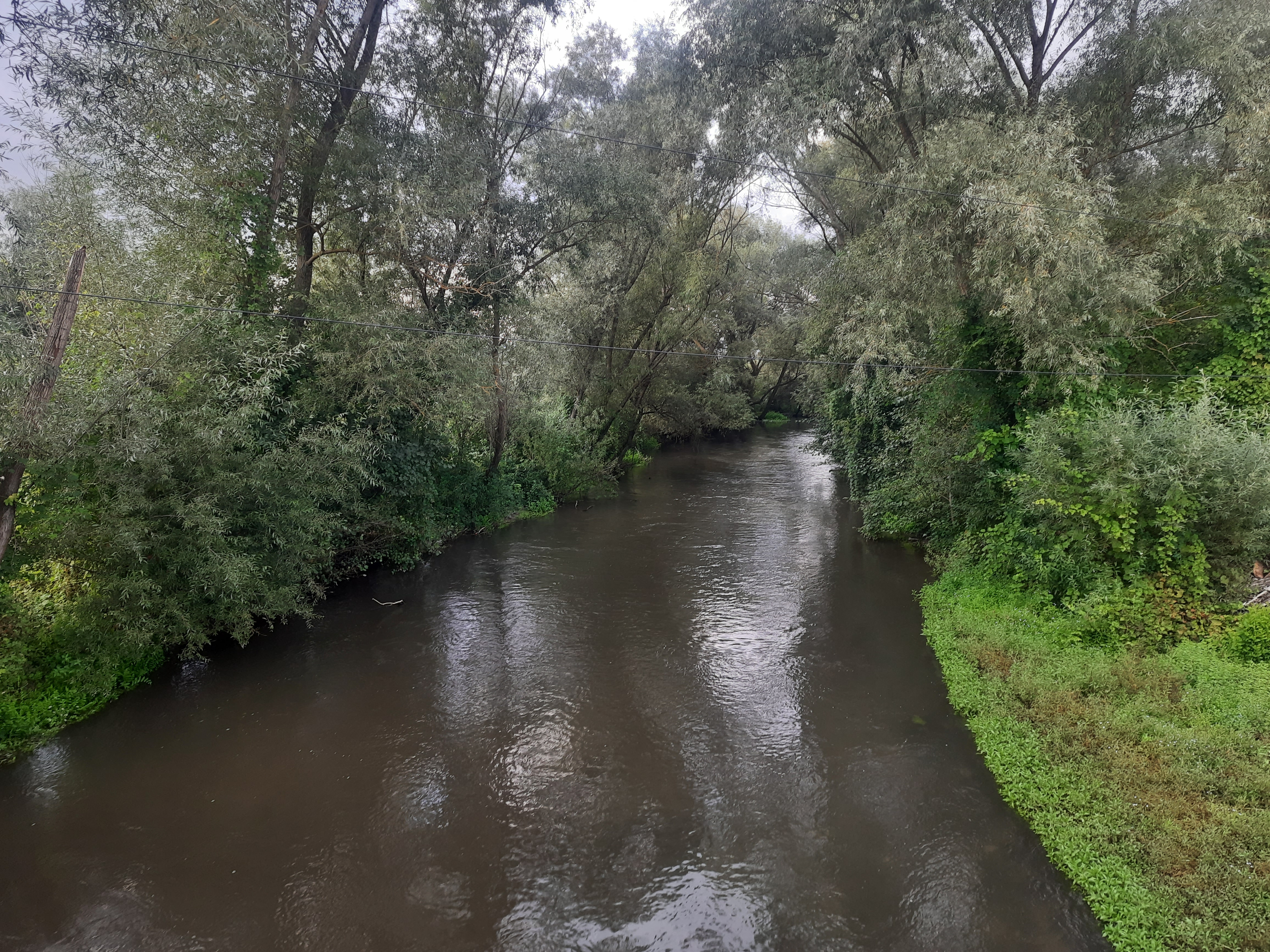
Річка Золота Липа біля села